# 幾何学的不変式論
数学では、幾何学的不変式論(Geometric invariant theory)（もしくは、GIT）は、代数幾何学でモジュライ空間の構成に使用する目的で、群作用による商を構成する方法である。幾何学的不変論は、デヴィッド・マンフォード(David Mumford)により、1965年、古典的不変式論(invariant theory)での論文 (Hilbert 1893) のアイデアを使って開発された。
幾何学的不変式論は、代数多様体（もしくは、スキーム）上の群 G による群作用を研究し、合理的な性質を持つスキームとして G による X の「商」を構成するテクニックをもたらす。動機の一つは、代数幾何学でのモジュライ空間を、マークされた対象をパラメトライズするスキームの商として構成することにあった。1970年代と1980年代には、シンプレクティック幾何学や同変トポロジー(equivariant topology)と相互作用しながら発展し、インスタントン(instanton)やモノポール(monopoles)のような微分幾何学での対象のモジュライ空間の構成に使われた。

## 背景
不変式論は、代数多様体（あるいは、スキーム) X 上の群 G の群作用に関連した理論で、古典不変式論は、 X = V がベクトル空間のときには、G は有限群かまたは V 上に線型に作用する古典リー群(classical Lie group)の内の一つであることを言っている。この作用は V 上多項式函数の空間 R(V) へ公式
{\displaystyle g\cdot f(v)=f(g^{-1}v),\quad g\in G,v\in V}
により作用する G の線型作用を導く。
V 上への G-作用の多項式不変量は、群の作用による変数変換の下に不変な V 上の多項式函数 f であり、従って G の全ての g に対して g・f = f となる。不変式は可換代数 A = R(V)G を形成し、この代数は不変式の商(invariant theory quotient) V//G 上の函数の代数として解釈される。現代代数幾何学のことばでは、
{\displaystyle V/\!\!/G=\operatorname {Spec} A=\operatorname {Spec} R(V)^{G}}
である。
この記述にはいくつかの困難な点があり、最初一つは、一般線型群の場合にヒルベルトにより成功裏に解決された代数 A が有限生成であることを証明することである。これは商がアフィン代数多様体(affine algebraic variety)であるときに必要である。同じ事実が任意の群 G に対して成立するかどうかを問うたのが、ヒルベルトの第14問題であり、永田雅宜が一般には否定的であることを示した。他方、20世紀の前半に表現論の発達の中で、この回答が肯定的であるような群の大きなクラスが特定され、これらのことを簡約群と呼び、全ての有限群や古典群を含むクラスである。
しかし、A が有限生成であることは、A の完全な記述に向けての第一段階であり、むしろ、微妙な問題を解決することの前進は穏やかであった。不変式は古典的には制限された領域でのみで記述されていて、この記述を超えるいくつかの場合の複雑さは、一般の不変式の代数の完全な理解には望みが薄い。さらに、全ての多項式 f が V の中の与えられた G-作用の異なる軌道の上にあるような点のペア u と v で、同じ値を取ることがあるかも知れない。単純な例として、0 を除く複素数の乗法群 C* があり、n-次元複素ベクトル空間 Cn 上にスカラーを掛けることにより作用している。 この場合には、全ての多項式不変量が定数であるが、作用には多くの異った軌道がある。0 ベクトルはそれ自身で軌道を形成し、任意の 0 でないベクトルに 0 でない複素数をかけることも軌道を形成するので、0 でない軌道は複素射影空間 CPn−1 の点によりパラメトライズされる。これが起きるとき、「不変式は軌道を分離しない」といい、代数 A は位相的な商空間 X/G を反映する。実際、この商空間は頻繁に非分離的となる。1893年に、ヒルベルトは不変式により 0 軌道から分離できない軌道を決定する条件を定式化し証明した。むしろ注目すべきは、抽象代数学の急速な発展を導いた彼の初期の不変式の仕事とは異なり、ヒルベルトの結果はあまり知られていなく、その後70年にわたりほとんど使われることはなかった。20世紀前半の不変式論の大きな発展は、不変式論の明確な計算に関連していて、同時に、幾何学というよりも代数の論理に従っていた。

## マンフォードの本
幾何学的不変式論はマンフォード(Mumford)の1965年に最初に出版された単行本により発見され発展した。この本では、ダヴィッド・ヒルベルトの結果を含む、現代代数幾何学の問題へ19世紀のアイデアを適用した（本は後日出版された第二版では、フォガルティ(Fogarty)とマンフォード(Mumford)により付録が付けられ、カーワン(Kirwan)によりシンプレクティック商の章が追加され、大きく拡張されている）。本はスキーム論と例の中で有効な計算機テクニックの双方を使っている。

本の中で使われた抽象的な設定は、スキーム X 上の群作用という設定である。軌道空間(orbit space)
{\displaystyle G\backslash X}
つまり、群作用による X の商空間という単純な考え方のアイデアで、抽象的な説明が可能なある理由によって代数幾何学の困難さへ挑戦した。実際、何故、同値性が（厳密な）正則函数(regular function)（多項式函数）と相互作用するという理由は何もなく、このことは代数幾何学の心臓部である。考えるべき軌道空間 {\displaystyle G\backslash X} 上の函数は、G の作用の下で不変となる X 上の函数である。直接のアプローチは、函数体の方法（つまり、有理函数）により可能である。その上のG-不変(G-invariant)な有理函数を、商多様体(quotient variety)の函数体として取ることを考える。不幸にして、双有理幾何学の観点からは、これは求める答えの第一近似のみを与えることができる。マンフォードはこのことを本の序に記載している。
双有理類の全てのモデルの中での問題は、ある軌道の集合を分類する、あるいは、あるモジュライ問題の代数的軌道の集合を分類するような幾何学的点(geometric point)を持つモデルが存在するかということである。
第 5章で彼は、取り分けて、特殊なテクニカルな問題を指摘した。そこでは、モジュライ問題では、準古典的タイプ -- つまり、非特異であることによってのみ全ての代数多様体を対象とした（他に代数多様体の偏極(polarization)という条件でも分類する）大きな集合が分類されている。モジュライはパラメータ空間により表される。例えば、代数曲線に対して、リーマンの時代から次元
0, 1, 3, 6, 9, …
である連結な要素が存在するであろうことが知られている。
種数 g =0, 1, 2, 3, 4, …, に従い、モジュライは各々の成分の上の函数である。粗いモジュライ問題(coarse moduli problem)で、マンフォードは次の条件となるべき障害を考えている。
- 非分離的なモジュライ空間上のトポロジー（つまり、良い設定にはパラメータが不足している）
- 無限個の既約成分（これは避けられないが、局所有限性（英語版）(local finiteness)が保たれる）
- トポロジカルには見通せるが、スキームとして表現することに失敗する要素がある

理論全体の動機の第三の点について、もし最初の 2つが解決したらに続けて、マンフォードは次のように書いている。
[第三の問題] 射影群によりヒルベルトスキームや周スキーム(Chow scheme)のある局所閉(locally closed)部分集合の軌道が存在するかどうかという疑問と本質的同値となる。
これを扱うために、かれは安定性(stability)の考え（実際に三つ）を導入した。このことにより、以前には危険であった領域に彼が足を踏み入れることを可能となった。つまり、多くの数学者、特にフランチェスコ・セヴィリ(Francesco Severi)が書いているように、文献の方法は限定的であった。双有理と言う観点は、余次元 1 の部分集合について注意せずに前進することができる。スキームとしてモジュライ空間を得ることは、一方では、表現函手(representable functor)としてスキームを特徴付ける問題（グロタンディエクスクールがこのことを研究したように）であるが、しかし幾何学的に安定性条件が明らかにしたように、コンパクト化の問題である。非特異多様体への限定は、モジュライ空間のいかなるいかなる意味においてもコンパクト空間を導かない。多様体は特異点を持つところへ退化することが可能だからである。他方では、高次の特異性を持つ多様体に対応する点は良くない性質を持っていて、答えを出しにくい。正しい中間的着地点は、許可される充分安定な点であり、このことがマンフォードの際立った仕事である。この考え方は全く新しいというわけではなく、そのある側面は、ダヴィッド・ヒルベルトが不変式論の分野を離れる以前の最後に考えたアイデアの中にあるからである。
本の序文にも、後日、ウィリアム・ハボウシュ(William Haboush)により証明されたマンフォード予想(Mumford conjecture)が言明してある。

## 安定性
簡約群 G がベクトル空間 V 上へ線型に作用していると、V の 0 でない点は次のような各々の呼ばれ方をする。
- 不安定(unstable)　0 がその軌道の閉包にあるとき
- 半安定(semi-stable)　0 がその軌道の閉包にないとき
- 安定(stable)　その軌道が閉じていて、スタビライザーが有限のとき

以上のことを言う同値な方法がヒルベルト・マンフォード評価条件(Hilbert–Mumford criterion)として知られている。
- 0 でない点 x が不安定であることと、G の 1径数部分群が存在し、x についてのウェイトが正であることは同値
- 0 でない点 x が不安定であることと、全ての不変多項式が 0 と x で同じ値を持つことは同値
- 0 でない点 x が半安定であることと、x についてのウェイトが正であるような G の 1径数部分群が存在しないことと同値
- 0 でない点 x が半安定であることと、不変多項式が存在して、0 と x で異なる値を持つこととは同値
- 0 でない点 x が安定であることと、全ての G の 1径数部分群が x についてのウェイトが正（と負）であることと同値
- 0 でない点 x が安定であることと、x の軌道に属していない全ての y に対し、x と y で異なる値を持つ不変多項式が存在し、不変多項式の環は、超越次数 dim(V)−dim(G) を持つことと同値

V の対応する射影空間の点は、V での点の像が不安定、半安定、安定のとき、それぞれ不安定、半安定、安定と呼ばれる。「不安定」は「半安定」（「安定」でない）の反対である。不安定な点は射影空間のザリスキー閉集合を形成することに対し、半安定と安定な集合は双方ともにザリスキー開集合を形成する（空集合かもしれない）。これらの定義は (Mumford 1977) でなされ、マンフォードの本の第一版の定義と同じではない。
多くのモジュライ空間は、ある群作用による射影空間の部分集合の安定点の空間の商として構成することができる。これらの空間は半安定点のある同値クラスを加えることでコンパクト化することができる。異なる安定軌道は商空間の異なる点に対応するが、2つの異なる半安定軌道は、それらの閉包が交叉すると、商空間の中では同じ点に対応するかもしれない。
例: (Deligne & Mumford 1969)
安定曲線(stable curve)とは、種数が ≥2 である被約で連結な曲線であり、その特異点が通常二重点であり全ての非特異有理成分が少なくとも三点からなる別の成分で交叉している曲線を言う。種数 g の安定曲線のモジュライ空間は、ヒルベルト多項式 (6n−1)(g−1) を持つ P5g-6 の中の曲線のヒルベルトスキームの部分集合を群 PGL5g−5 で割った商空間である。
例:
代数曲線（リーマン面）上のベクトルバンドル W が、安定ベクトルバンドル(stable vector bundle)であることと、W の全ての固有な 0 でない部分バンドルに対して、
{\displaystyle \displaystyle {\frac {\deg(V)}{{\hbox{rank}}(V)}}<{\frac {\deg(W)}{{\hbox{rank}}(W)}}}
であることとは同値である。また、この条件の < を ≤ と置き換えた時、半安定であることと同値である。